# マクリホース・トレイル
マクレホーストレイル（英語：MacLehose Trail/広東語:麥理浩徑-マッレィホゥゲィン）は、香港で最初と最長距離のハイキングトレイルである。1979年10月26日に開通した。全長100キロメートル弱、合計10セクション、約500メートルごとに一個の距離標、合計200ポストがある。
位置は、九龍以北、新界の東西に延びる山脈に沿い、ほとんどは尾根や山腹に建てられており、新界郊外の東、南、西の大部分を一気に貫通する。スタートは香港の極東にある西貢半島。ルートは総体的に西方向へ蛇行し、西貢東、西貢西、馬鞍山、獅子山、金山、城門、大帽山と大欖、八個のカントリーパークを横断する。ゴールは香港で最も西の市街地、屯門ニュータウンに終着。途中の景色は変化し、山、海、都会、村、貯水池など、さまざまなパノラマ景色を眺めることができる。 

## 名前の由来
トレイルの名前は、カントリーパークを設立し、自身が熱狂的なハイカーであり、最も長く勤めていた香港総督(知事)、ビーチのマクレホース男爵クロフォード・マレー・マクレホース（広東語:麥理浩-マッレィホゥ)にちなんで名付けられた。 

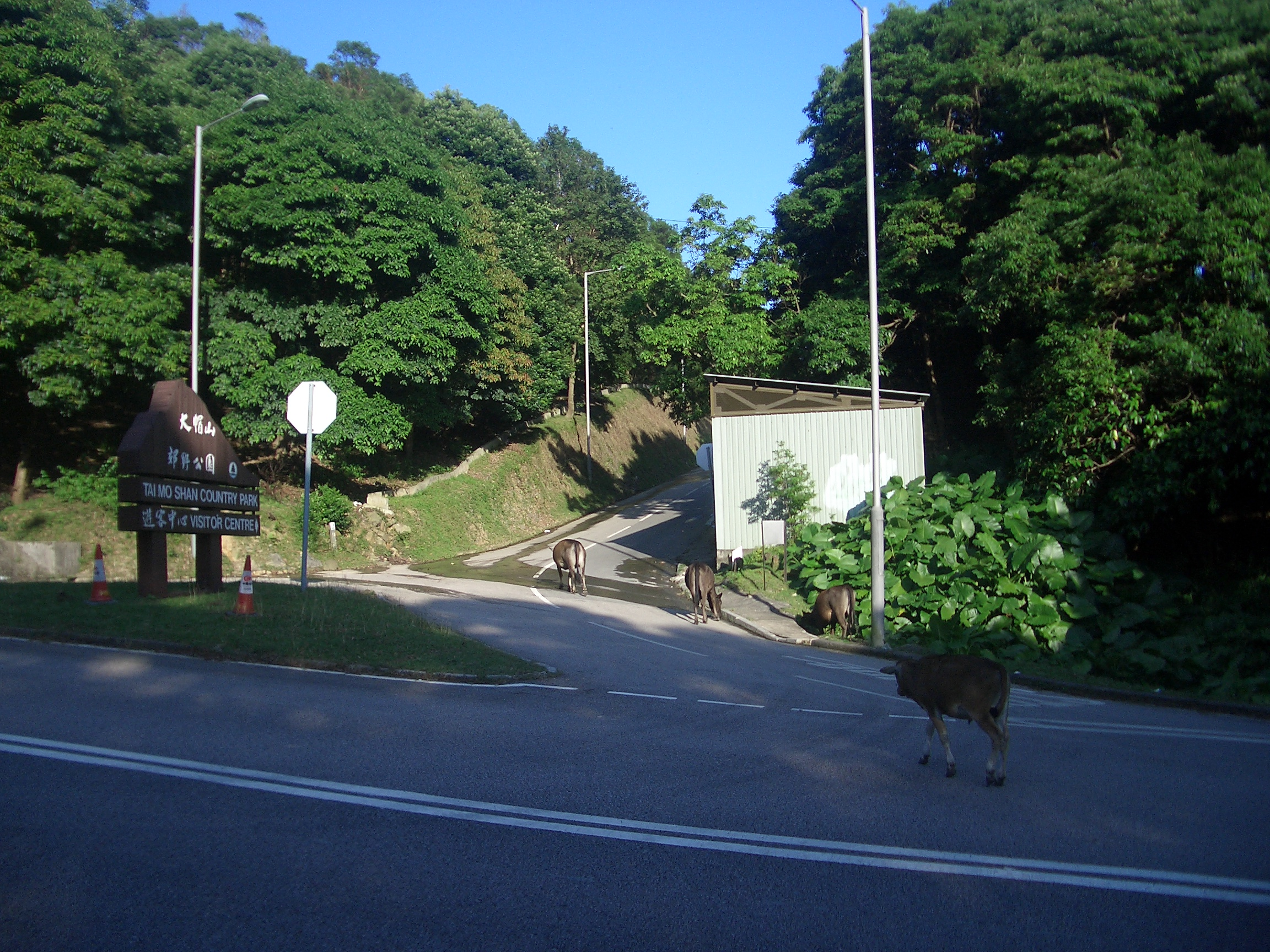
ルートツイスクの (大帽山道) のターンオフ。ルートツイスクとタイモシャン近くの駐車場の間のマクレホーストレイルステージ8の古いセクションがステージ9に接続

## 設立経緯
ハイキングを愛する香港総督の活発な推進の下、1976年にカントリーパーク条例が施行され、カントリーパーク委員会が設立された。漁農処(農水省に等しい)はその後の数年間にいくつかのカントリーパークを指定した。マクレホーストレイルは新築した道ではなく、カントリーパークのスタッフが、元村の山道や、野道、古道、峠を繋ぎ、雑草を取り除き、登山道を修理し、ピクニックの場所を開発し、地図と道路標識と看板を設置した。ルートはカントリーパークを通り抜ける上に、各セクションの接合点は可能な限り公共交通施設に近い所に着く。ほかにも、険しい地形を避け、田舎の村人に迷惑を掛けないよう、景色の良さや見所の代表性まで、いろんなことを考慮した。こうして郊外に点在する山道と道路を100キロメートルのハイキングコースに変えた。そしてマクレホース総督と漁農処処長が開幕式を主催した。 

## ステージ概要
マクレホーストレイルは次の10セクションに分かれた。公式の順番に則って東のステージ1から西のステージ10へ順走する以外、逆走するや、ほかのハイキングコースや非公式の野道と組み合わせて自由に楽しめる。  
- ステージ1:北潭涌(パクタムチョン/Pak Tam Chung)→浪茄(ロングケ/Long Ke)

距離:約10.６キロ
第一路段は、西貢半島の南端にある北潭涌から始まり、西貢東カントリーパーク(西貢東郊野公園/Sai Kung East Country Park)に入る。ハイアイランド貯水池(万宜水庫/high island resuvoir)の南端に沿う万宜路(マイカー規制)を辿り、西壩ダムを渡り、糧船湾(high island)を通過し、東壩ダムを渡り、浪茄湾に到着。
- ステージ2:浪茄(ロングケ/Long Ke)→北潭凹(パクタムアゥ/Pak Tam Au)

距離:約13.5キロ
第二路段は、浪茄湾から始まり、西貢東カントリーパークを北に進み続ける。海辺と山道が交替し続ける小道を辿り、西湾山尾根、吹筒坳コル、西湾、咸田湾、大浪坳コル、赤径沿岸を通過し、西貢東カントリーパークを抜け、北潭路(マイカー規制)という峠の登り詰める所、北潭凹に到着。
- ステージ3:北潭凹(パクタムアゥ/Pak Tam Au)→水浪窩(スィロンワォ/Shui Long Wo)

距離:約10.2キロ
第三路段は、北潭凹から始まり、西貢西カントリーパーク(西貢西郊野公園/Sai Kung West Country Park)に入る。海岸線を離れた尾根沿いの山道を辿り、牛耳石山尾根、嶂上高原、畫眉山尾根、雷打石山山腹、雞公山尾根を通過し、西貢西カントリーパークを抜け、西貢半島の境界線にある西沙公路の水浪窩に到着。
- ステージ4:水浪窩(スィロンワォ/Shui Long Wo)→大老山(タイローシャン/Tate's Cairn)

距離:約12.7キロ
第四路段は、水浪窩から始まり、馬鞍山カントリーパーク(馬鞍山郊野公園/Ma On Shan Country Park)に入る。全トレイルで最も長い上昇路段(555メートル急登)で馬鞍山尾根に登り、昂平と茅坪高原、水牛山と黃牛山の山腹を通過し、大老山の基維爾キャンプ場(基維爾営地/Gilwell Campsite)の外側に到着。
- ステージ5:大老山(タイローシャン/Tate's Cairn)→大埔公路(タイポロード/Tai Po road)

距離:約10.6キロ
第五路段は、基維爾キャンプ場から始まり、馬鞍山カントリーパークを西に進み続ける。最も九龍市街に近いセクションである。大老山山腹、慈雲山山腹、沙田坳道を通過し、沙田坳コルで馬鞍山カントリーパークを抜け、獅子山カントリーパーク(獅子山郊野公園/Lion Rock Country Park)に入る。獅子山山腹、筆架山山頂と尖山山腹を通過し、獅子山カントリーパークを抜け、大埔公路-沙田嶺段(峠路段)の登り詰める所に到着。
- ステージ6:大埔公路(タイポロード/Tai Po road)→城門(シンムン/Shing Mun)

距離:約4.６キロ、最も短いセクションである。
第六路段は、大埔公路から始まり、金山カントリーパーク(金山郊野公園/Kam Shan Country Park)に入る。九龍貯水池のダムを渡り、金山路(休日はマイカー規制)という行き止まりの峠を辿り、走私坳山腹を通過し、金山カントリーパークを抜け、城門貯水池に到着。
- ステージ7:城門(シンムン/Shing Mun)→鉛鉱凹(リードマインパス/Lead mine pass)

距離:約6.2キロ
第七路段は、城門貯水池から始まり、城門カントリーパーク(城門郊野公園/Shing Mun Country Park)に入る。貯水池のメインダムを渡り、城門谷東側の尾根に沿う山道を辿り、針山尾根、針山山頂、城門林道(マイカー規制)、草山山頂を通過し、鉛鉱凹コルに到着。
- ステージ8:鉛鉱凹(リードマインパス/Lead mine pass)→荃錦公路(ルートツイスク/Route Twisk)

距離:約9.7キロ
第八路段は、鉛鉱凹から始まり、城門カントリーパークを抜け、大帽山カントリーパーク(大帽山郊野公園/Tai Mo Shan Country Park)に入る。尾根沿いの山道を辿り、四方山尾根、大帽山林道と大帽山道上部(マイカー規制)で香港最高峰である大帽山を越え、禾塘崗尾根を迂回して下り(本来は大帽山道を完走する。2009年10月1日からルートは一部変更した。オリジナルルートで進んでも問題ない。)、大帽山カントリーパークを抜け、荃錦公路という峠の登り詰める所、荃錦坳コルに到着。
- ステージ9:荃錦公路(ルートツイスク/Route Twisk)→田夫仔(ティンフジャイ/Tin Fu Tsai)

距離:約6.3キロ
第九路段は、荃錦公路から始まり、大欖カントリーパーク(大欖郊野公園/Tai Lam Country Park)に入る。ほとんどは下り坂の大欖林道(マイカー規制)を辿り、大欖涌(タイラムチョン)貯水池から2キロ先の田夫仔キャンプ場に到着。
- ステージ10:田夫仔(ティンフジャイ/Tin Fu Tsai)→屯門(トゥエンムン/Tuen Mun)

距離:約15.6キロ、最も長いセクションである。
第十路段は、田夫仔から始まり、大欖カントリーパークを西に進み続ける。第九路段との接合点ははっきりしてなく、続けて大欖林道を辿り、大欖涌貯水池の北東側と貯水池記念碑に進み、記念碑の近くに林道は貯水池を離れる大棠山道を登り(本来は大欖林道を抜け、貯水池北側の岸辺に沿う小道を辿る。2009年10月1日からルートは一部変更した。オリジナルルートで進んでも問題ない。)、貯水池北側の山道を迂回し、また大欖涌貯水池の西側に戻り、北西の出口を抜け、集水路を辿り、九逕山山腹を通過し、大欖カントリーパークを抜け、屯門市街に到着。